# Stade de Bellevue
Das Stade de Bellevue ist ein Fußballstadion in Yzeure, Département Allier in der Region Auvergne-Rhône-Alpes, Frankreich. Es bietet ca. 2.500 Zuschauern Platz. Das Stadion besitzt zwei überdachte Tribünen, die längs des Spielfeldes stehen. Das Stadion hat eine Flutlichtanlage. Der Besucherrekord wurde im Derby AS Yzeure gegen die AS Moulins mit 2.225 Zuschauern aufgestellt.